# Jacques Raverat
Pour les articles homonymes, voir Raverat.
Jacques Pierre Paul Raverat (Le Havre, 20 mars 1885 - Vence, 6 mars 1925) est un peintre français.

## Biographie

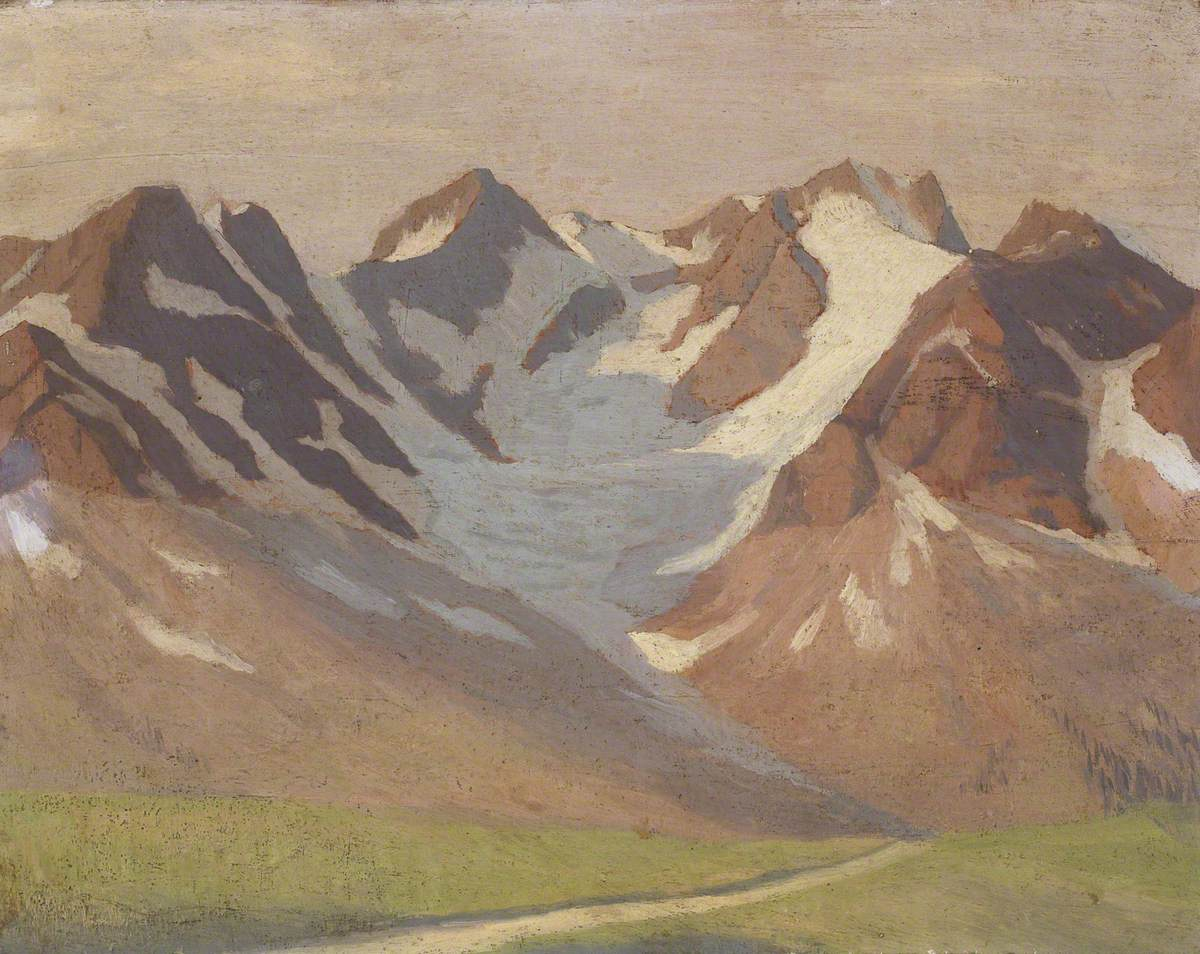
Jacques Raverat (1885-1925) - Mountains in the Dauphiné - PD.4-2010 - Fitzwilliam Museum

Il suit des études de mathématiques à la Sorbonne, puis il part étudier en Angleterre à Cambridge et à Londres.
Il épouse en 1911 l'artiste anglaise, graveur sur bois, Gwen Raverat, fille de George Darwin, et petite-fille de Charles Darwin. Ils ont deux filles, Élisabeth (1916–2014) et Sophie (1919–2011). Il est un ami de Virginia Woolf et d'André Gide qu'il reçoit dans sa résidence de Saint-Paul-de-Vence.
Il meurt des suites de sa sclérose en plaques. Virginia Woolf écrit dans son journal, le 8 avril 1925, que, "après avoir souhaité mourir, Jacques Raverat est mort", mais, elle ajoute: "la lettre qu'il m'a envoyée à propos de Mrs Dalloway m'a procuré l'un des jours les plus heureux de mon existence".